# Scottish League Challenge Cup 2003/04
Der Scottish League Challenge Cup wurde 2003/04 zum 13. Mal ausgespielt. Der schottische Fußballwettbewerb, der offiziell als Bell’s Challenge Cup ausgetragen wurde, begann am 2. August 2003 und endete mit dem Finale am 26. Oktober 2003 im McDiarmid Park von Perth. Titelverteidiger war Queen of the South, der im Vorjahr im Finale gegen Brechin City gewann. Am Wettbewerb nahmen die Vereine der Scottish Football League teil. Im diesjährigen Finale konnte sich Inverness Caledonian Thistle gegen Airdrie United durchsetzten und zum ersten Mal in der Klubgeschichte den Challenge Cup gewinnen.

## 1. Runde
Ausgetragen wurden die Begegnungen am 2. August 2003.
|                       | Ergebnis  |                    |
| --------------------- | --------- | ------------------ |
| Airdrie United        | 2:0       | FC Montrose        |
| Albion Rovers         | 1:0       | FC East Fife       |
| Alloa Athletic        | 1:2       | FC Clyde           |
| Ayr United            | 1:2 n. V. | Stirling Albion    |
| Brechin City          | 1:0       | FC Falkirk         |
| FC Cowdenbeath        | 1:2       | Ross County        |
| FC East Stirlingshire | 2:5       | Raith Rovers       |
| Forfar Athletic       | 4:0       | Elgin City         |
| FC Gretna             | 0:5       | Inverness CT       |
| Hamilton Academical   | 2:3 n. V. | FC St. Johnstone   |
| Greenock Morton       | 4:3       | FC Arbroath        |
| FC St. Mirren         | 3:2 n. V. | FC Queen’s Park    |
| FC Stenhousemuir      | 0:3       | FC Peterhead       |
| FC Stranraer          | 2:1       | Queen of the South |

## 2. Runde
Ausgetragen wurden die Begegnungen am 12. August 2003.
|                 | Ergebnis  |                  |
| --------------- | --------- | ---------------- |
| Brechin City    | 3:1       | Stirling Albion  |
| FC Clyde        | 0:1       | FC St. Johnstone |
| Forfar Athletic | 4:2 n. V. | Albion Rovers    |
| Greenock Morton | 1:2       | Airdrie United   |
| Ross County     | 5:0       | FC Dumbarton     |
| FC Peterhead    | 1:2       | Inverness CT     |
| Raith Rovers    | 2:0       | FC Stranraer     |
| FC St. Mirren   | 2:1       | Berwick Rangers  |

## Viertelfinale
Ausgetragen wurden die Begegnungen am 26. August 2003.
|                  | Ergebnis |                |
| ---------------- | -------- | -------------- |
| Inverness CT     | 1:0      | Ross County    |
| Forfar Athletic  | 0:2      | Airdrie United |
| Raith Rovers     | 3:2      | FC St. Mirren  |
| FC St. Johnstone | 1:2      | Brechin City   |

## Halbfinale
Ausgetragen wurden die Begegnungen am 16. und 17. September 2003.
|              | Ergebnis  |                |
| ------------ | --------- | -------------- |
| Raith Rovers | 0:4       | Inverness CT   |
| Brechin City | 1:2 n. V. | Airdrie United |

## Finale
| Inverness Caledonian Thistle                                     | Inverness Caledonian Thistle | Airdrie United | Airdrie United |
| ---------------------------------------------------------------- | --- | --- | -------------- |
| Inverness Caledonian Thistle                                     | \| Finale \| \| 26. Oktober 2003 um 15:00 Uhr Ortszeit in Perth (McDiarmid Park) \| \| Ergebnis: 2:0 (0:0) \| \| Zuschauer: 5.428 \| \| Schiedsrichter: Willie Young \| \| Spielbericht \|                                                         | \| Finale \| \| 26. Oktober 2003 um 15:00 Uhr Ortszeit in Perth (McDiarmid Park) \| \| Ergebnis: 2:0 (0:0) \| \| Zuschauer: 5.428 \| \| Schiedsrichter: Willie Young \| \| Spielbericht \|                                                                 | Airdrie United |
| Inverness Caledonian Thistle                                     | Mark Brown – Ross Tokely, Stuart Golabek, Bobby Mann , Stuart McCaffrey – Russell Duncan, Barry Wilson, Richie Hart (86. Liam Keogh), Roy McBain – Paul Ritchie (58. Steve Hislop), David Bingham (90. Darran Thomson) Cheftrainer: John Robertson | Mark McGeown – Stephen Docherty (64. Félicien Singbo), Sandy Stewart, Scott Wilson (73. Paul Ronald), Allan McManus – William Wilson, Jérôme Vareille (83. Stephen McKeown), Marvyn Wilson, Mark Roberts – David Dunn, Alan Gow Cheftrainer: Sandy Stewart | Airdrie United |
| Inverness Caledonian Thistle                                     | 1:0 David Bingham (79.) 2:0 Steven Hislop (89.) | | Airdrie United |
| Finale                                                           | | |                |
| 26. Oktober 2003 um 15:00 Uhr Ortszeit in Perth (McDiarmid Park) | | |                |
| Ergebnis: 2:0 (0:0)                                              | | |                |
| Zuschauer: 5.428                                                 | | |                |
| Schiedsrichter: Willie Young                                     | | |                |
| Spielbericht                                                     | | |                |